# Guatapará
Guatapará este un oraș în São Paulo (SP), Brazilia.